# Laudenbach (Bergstraße)
Laudenbach este o comună din landul Baden-Württemberg, Germania. Se află la o altitudine de 102 m deasupra nivelului mării. Are o suprafață de 10,29 km². Populația este de 6.519 locuitori, determinată în 31 decembrie 2023, prin actualizare statistică[*].